# Arquidiócesis de Ravena-Cervia
La arquidiócesis de Ravena-Cervia o de Rávena-Cervia (en latín: Archidioecesis Ravennatensis-Cerviensis y en italiano: Arcidiocesi di Ravenna-Cervia) es una circunscripción eclesiástica de la Iglesia católica en Italia. Se trata de una arquidiócesis latina, sede metropolitana de la provincia eclesiástica de Ravena-Cervia. Desde el 17 de noviembre de 2012 su arzobispo es Erio Castellucci.

## Territorio y organización

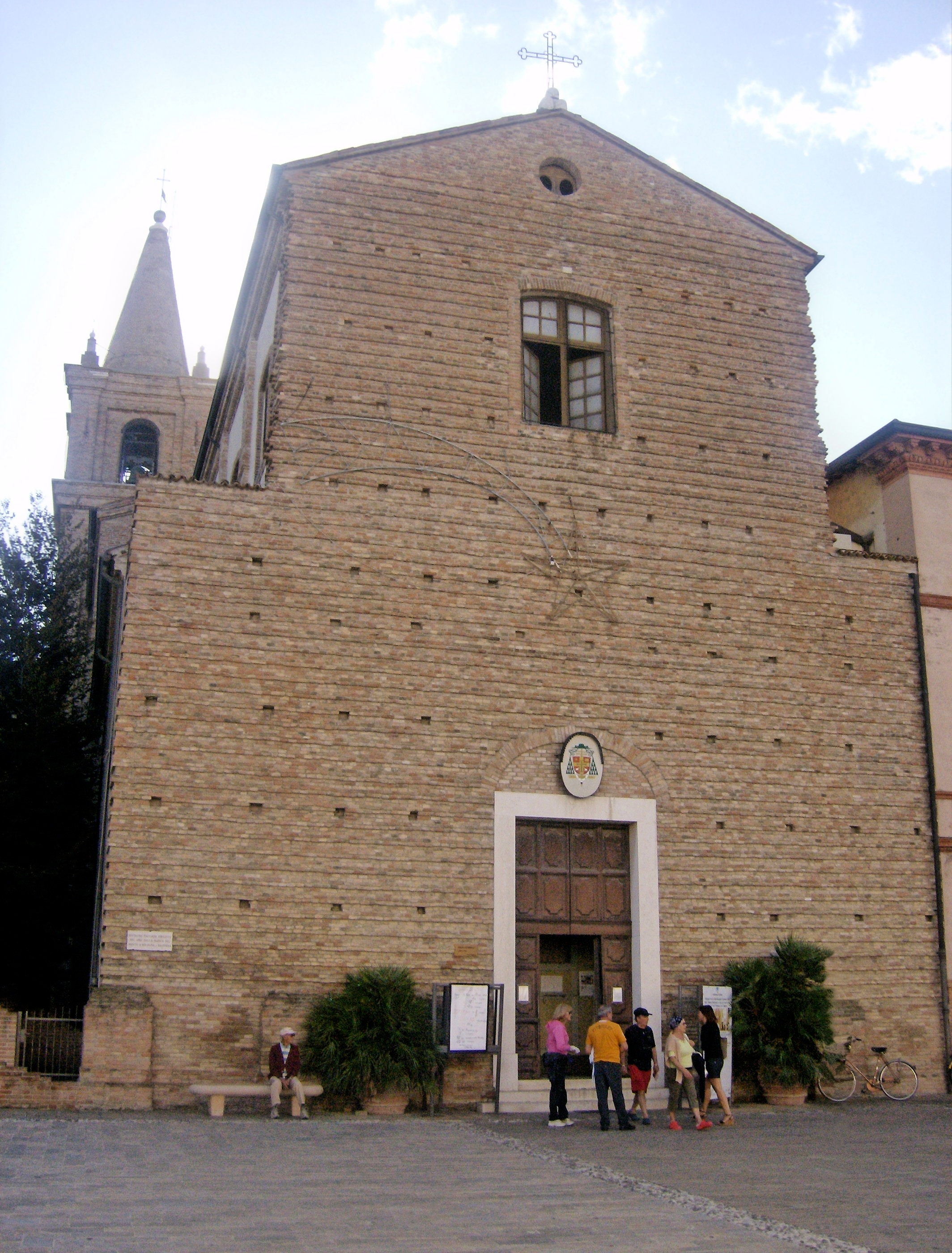
Concatedral de Santa María Asunta, en Cervia

La arquidiócesis tiene 1185 km² y extiende su jurisdicción sobre los fieles católicos de rito latino residentes en parte de la región de Emilia-Romaña, comprendiendo en:
- la provincia de Ravena, comprende las comunas de: Ravena (excepto las fracciones que pertenecen a la diócesis de Forlì-Bertinoro: Coccolia, Ducenta, Durazzano, Filetto, Longana, Roncalceci, San Pietro in Trento y San Pietro in Vincoli), Cervia, la fracción de Lavezzola de la comuna de Conselice, y las localidades de Godo y Cortina de la comuna de Russi. Las fracciones de Filo y Longastrino, que se dividen a la mitad entre las provincias de Ravena y Ferrara (ambas divididas entre las comunas de Argenta y Alfonsine), pertenecen enteramente a la arquidiócesis de Ravena-Cervia.
- la provincia de Ferrara, comprende parte de las comunas de: Argenta, Ostellato y Portomaggiore;
- la provincia de Forlì, comprende los territorios de: Casemurate, Carpinello y Pievequinta en la comuna de Forlì, y la de San Pietro in Guardiano en la comuna de Bertinoro.[2]

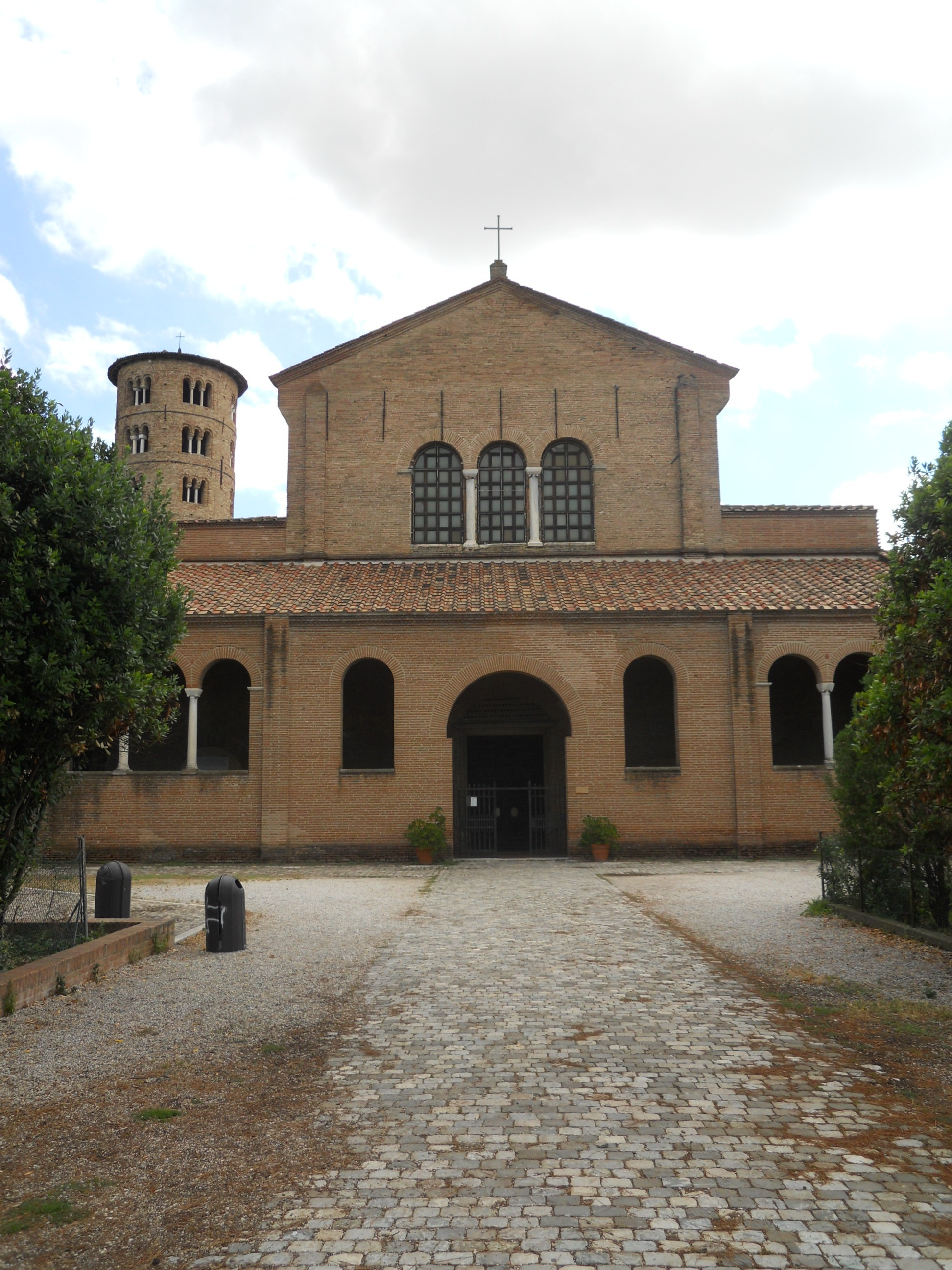
Basílica de San Apolinar, en Classe

La sede de la arquidiócesis se encuentra en la ciudad de Ravena (o Rávena), en donde se halla la Catedral de la Resurrección de Nuestro Señor Jesucristo y la basílica de San Pedro Apóstol. En Cervia se halla la Concatedral de Santa María Asunta. En el territorio de la arquidiócesis existen las siguientes basílicas menores: la de San Apolinar, en Classe; la de San Vital, en Ravena, la de San Apolinar el Nuevo, en Ravena (las 3 Patrimonio de la Humanidad), y la de Santa María en Porto, en Ravena.

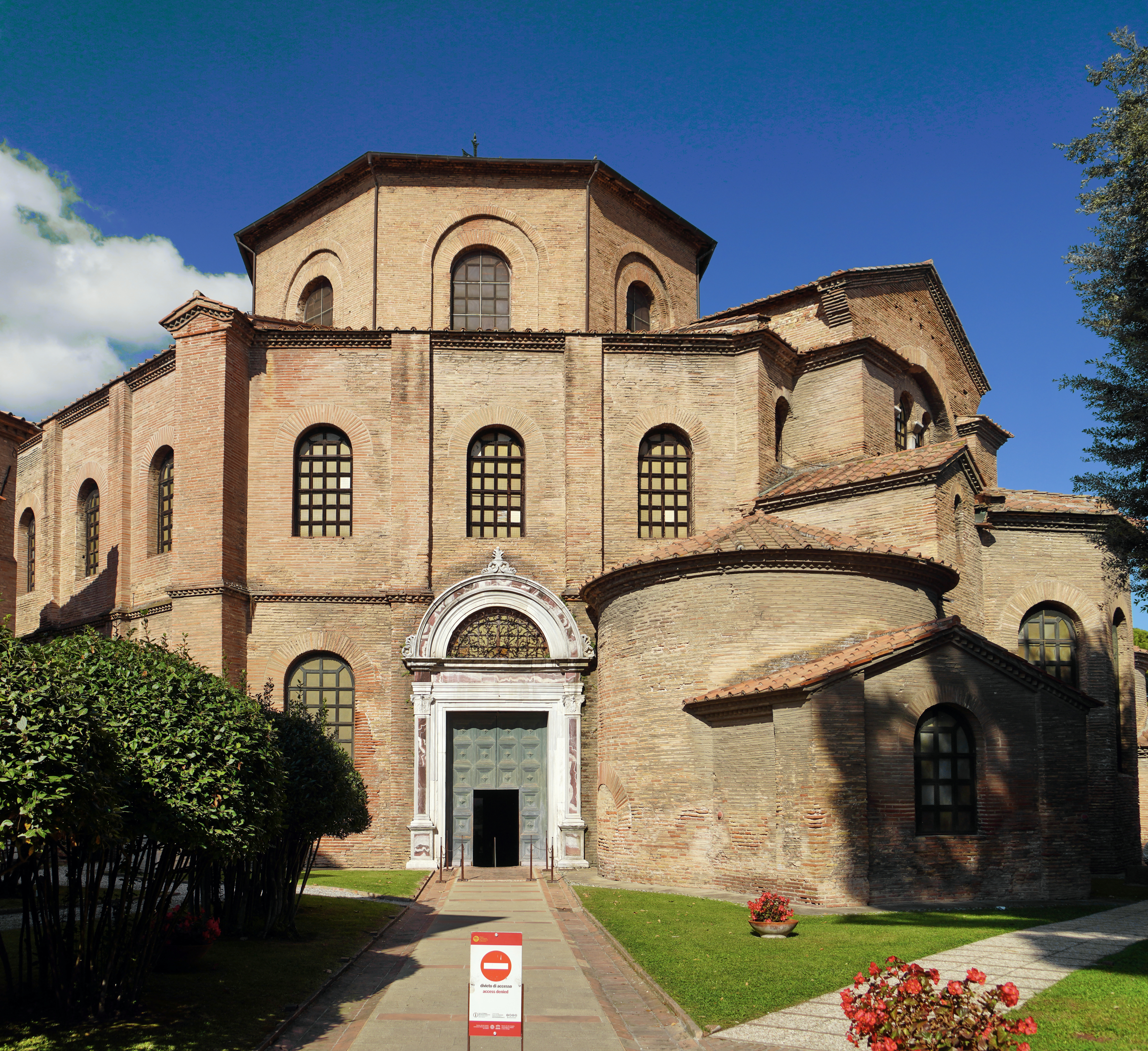
Basílica de San Vital, en Ravena

La arquidiócesis tiene como sufragáneas a las diócesis de Cesena-Sarsina, Forlì-Bertinoro, Rímini y San Marino-Montefeltro.

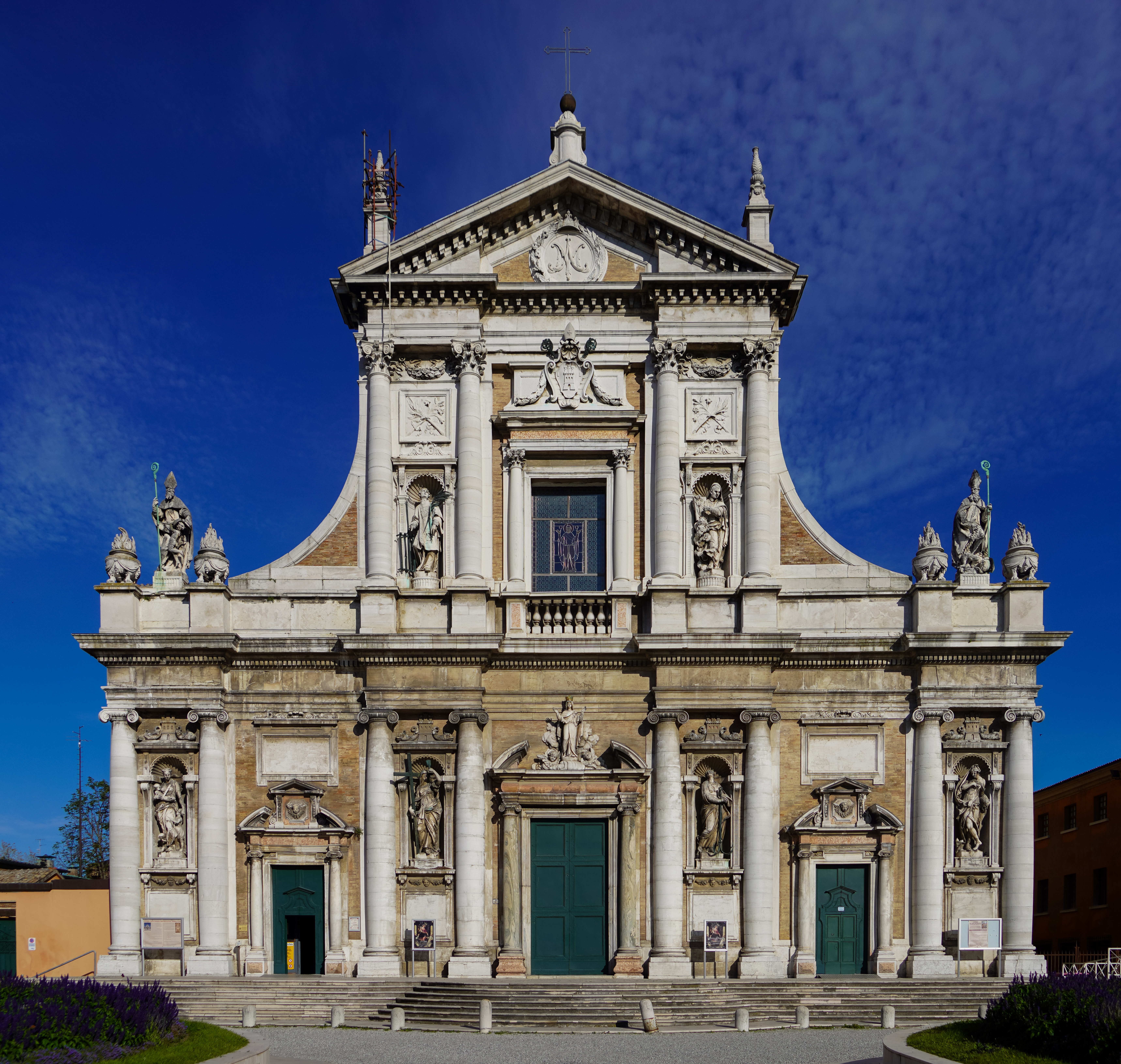
Basílica de Santa María en Porto, en Ravena

En 2022 en la arquidiócesis existían 88 parroquias agrupadas en 6 vicariatos: Argenta-Portomaggiore, Cervia, Classe-Campiano, Marina di Ravenna, Mezzano y Ravenna (urbano).

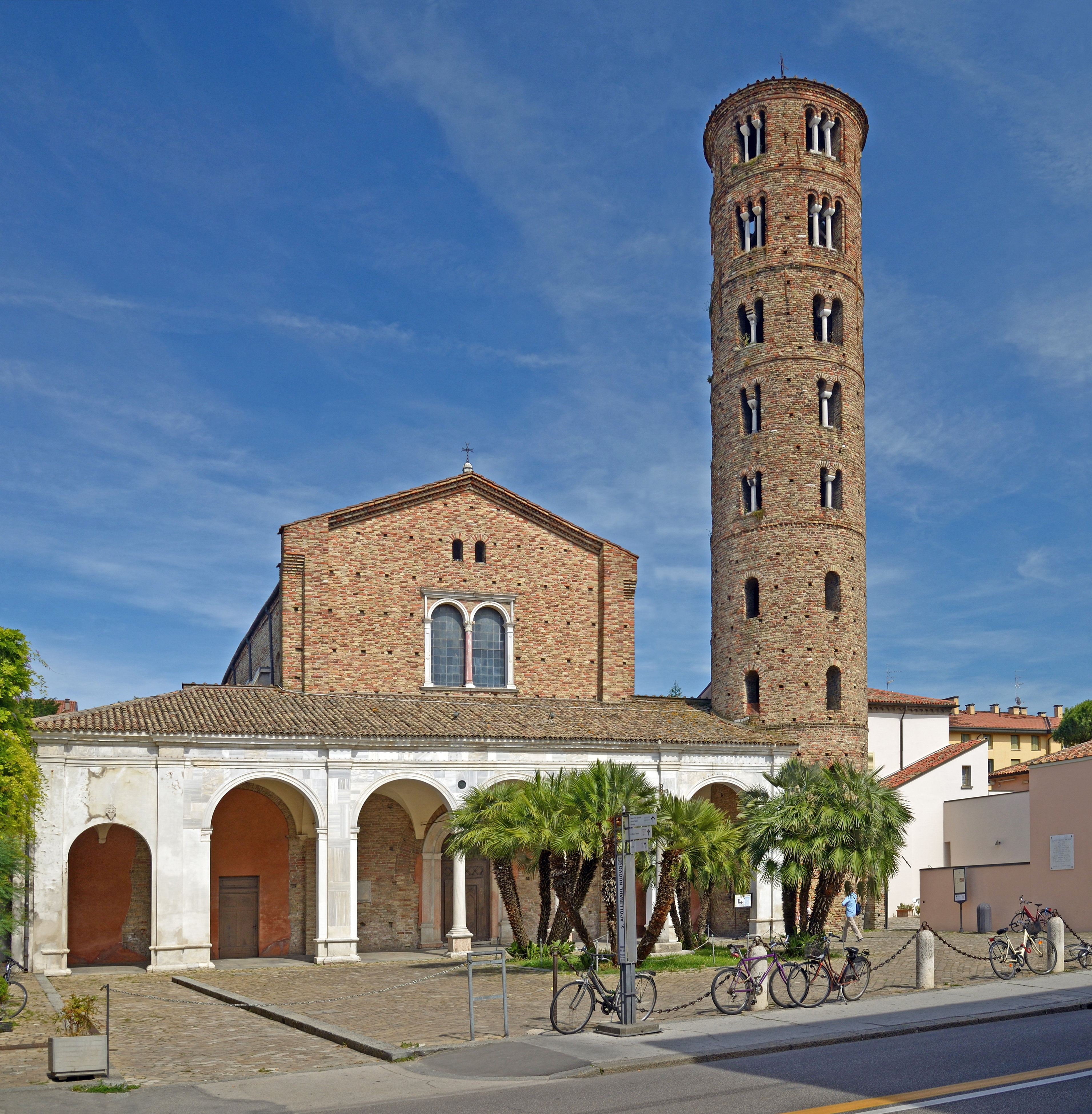
Basílica de San Apolinar el Nuevo, en Ravena

## Historia

### Sede de Ravena

#### Orígenes y antigüedad
El origen de la diócesis de Ravena es probablemente muy antiguo. El hallazgo más antiguo que atestigua la presencia de la fe cristiana en la zona de Ravena es una inscripción en una estela funeraria encontrada en Classe y que data de finales del siglo II. Una datación tan baja puede explicarse si tenemos en cuenta que en Classe, el antiguo puerto de Ravena, estaba estacionada una flota del ejército romano, que tenía la tarea de vigilar la parte oriental del mar Mediterráneo. Probablemente los primeros cristianos de la zona de Ravena fueron soldados navales, reclutados en los países de la primera cristianización, es decir, en el Cercano Oriente. La zona del cementerio paleocristiano (un gran cementerio de los siglos III-IV) estaba ubicada en Classe, a poca distancia de la basílica de San Apolinar, durante las excavaciones realizadas en la segunda mitad del siglo XVIII.
Se puede suponer que la diócesis de Ravena se estableció en la Civitas Classis a principios del siglo III. El primer obispo cuya existencia es segura fue Severo, que participó en el Concilio de Sárdica en el año 343. La tradición remonta el inicio de la cronología episcopal a las primeras décadas del cristianismo: san Apolinar, uno de los discípulos de san Pedro en Antioquía de Siria, llegó a Classe desde su ciudad natal y fundó allí la primera comunidad cristiana local; el mismo episodio está presente en Andrea Agnello y en los escritos de los cronistas de Ravena a partir del siglo IX. La mayoría de los historiadores, sin embargo, creen que estos testimonios no son fiables y que la datación heredada se obtuvo ampliando la duración de los primeros episcopados.
La diócesis estuvo basada en Classe desde su fundación hasta que Ravena fue elegida capital del Imperio romano (402). Anticipándose al traslado de la corte imperial, se inició la construcción de una nueva catedral. Construida en el centro de la ciudad, fue consagrada el 3 de abril de 407 y dedicada a la Resurrección de Jesús, en griego antiguo Hagìa Anástasis. El papa Celestino I (422-432) elevó la sede de Ravena a metrópolis y estableció la provincia eclesiástica relacionada; la sede de Ravena adquirió considerable importancia entre las diócesis del norte de Italia. Las diócesis de Voghenza, Imola, Forlì, Faenza, Bolonia y Módena, anteriormente pertenecientes a la metrópolis de Milán, quedaron sometidas a la autoridad del obispo de Ravena. El primer metropolitano fue san Pedro Crisólogo (433-450). En la época del obispo Giovanni I (finales del siglo V), conocido como Angelopte porque habría tenido el privilegio de poder ver a su propio ángel de la guarda, la metrópolis de Ravena extendió su jurisdicción sobre todos los obispos de la Emilia occidental, por lo tanto también sobre las Iglesias de Plasencia, Parma, Brescello y Reggio. Ravena era uno de los tres centros metropolitanos del norte de Italia (los otros eran Milán y Aquilea). El obispo de Ravena recibió la consagración directamente del obispo de Roma. Sin embargo, los papas respetaron la autonomía tradicional de Ravena: el clero de Ravena eligió al nuevo arzobispo de entre ellos mismos.

#### Era bizantina
En 540 toda la arquidiócesis de Ravena fue recuperada por el dominio romano (oriental), sacándola del reino de los ostrogodos. Los bienes de la Iglesia gótica (arriana) fueron donados a la Iglesia de Ravena (católica). Entre las primeras obras públicas de la Ravena bizantina estuvo la construcción de dos basílicas monumentales: iniciada en 532, se reanudó la construcción de la basílica de San Vital, que fue terminada en 547; en 549 también terminaron las obras de construcción de la basílica de San Apolinar en Classe. También se remonta al siglo VI la construcción del Tricolle (o Tricolo), un edificio grandioso que ya no existe, dotado de tres torres y destinado a albergar al clero de Ravena. Considerada por los emperadores un bastión de la fe ortodoxa situada en las fronteras con los territorios al norte del río Po, donde el arrianismo todavía estaba muy extendido, en 546 Ravena fue elevada al rango de arzobispado: Maximiano fue el primero en recibir el palio del papa Vigilio.
Además, en 554, Justiniano designó Ravena como capital de las posesiones bizantinas en Italia. A partir de entonces, el arzobispo de Ravena comenzó a forjar relaciones cada vez más estrechas con el Imperio romano de Oriente. La creciente importancia de Ravena causó cierta preocupación en Roma. En 569/570 el papa Benedicto I rompió por primera vez la antigua costumbre según la cual el clero de Ravena elegía al arzobispo dentro de sí mismo, imponiendo a un prelado romano, Giovanni. En otras ocasiones la Sede Apostólica intervino para limitar la autonomía de Ravena: el papa Simplicio amenazó a Giovanni III [vivieron en dos períodos diferentes] con privarlo del derecho a consagrar a sus obispos sufragáneos; Gregorio Magno (590-604) pidió una reducción de la pompa del arzobispo Giovanni V [vivieron en dos períodos diferentes] y de su clero.
Con el establecimiento del Exarcado de Italia (hacia 584), Ravena pasó a ser la capital. El exarca era colocado en la cima de la administración, designado directamente por el emperador. Constantinopla también otorgó al arzobispo importantes poderes civiles, como el control de las finanzas urbanas, pesos y medidas, anona y plena jurisdicción civil y penal sobre el clero. A principios del siglo VII, la metrópolis de Ravena se extendió a las diócesis de Cesena, Forlimpopoli y Sarsina, que hasta entonces habían sido sufragáneas de Roma.
El rito bizantino comenzó a extenderse en las iglesias de Ravena. Los monjes de Oriente fundaron monasterios, especialmente los de la regla basiliana. La catedral mantuvo su advocación a Hagìa Anástasis, como en Jerusalén. La tradición bizantina impregnó muchos aspectos de la vida religiosa en toda Romaña con la difusión de cultos importados. Entre ellos, el de Candelaria (Candlora en Romagna) y el de la Madonna della Cintura. Muchos de los santos más populares de Romaña también son originarios de Oriente: Esteban protomártir, Santiago, Andrés, Martín, Jorge, Bárbara, Hipólito, Águeda, Lucía, Blas, Sebastián, Apolonia y Dorotea. San Martín de Tours encontró tal devoción que, tras el fin de la dominación de los ostrogodos, los mosaicos arrianos de la capilla palatina del palacio de Teodorico fueron retirados y sustituidos por la procesión de los santos mártires abierta por el propio san Martín (seguida, entre otros, de Esteban, Sebastián e Hipólito).
El peso económico y financiero también aumentó: la Iglesia de Ravena poseía tierras y edificios en todas las diócesis de la provincia eclesiástica y masas y fondos en la Pentápolis, en Umbría, en Istria e incluso en Sicilia; alcanzó una extensión global ligeramente menor que el Patrimonio de San Pedro. En 666 el emperador bizantino Constante II concedió la autocefalía a la Iglesia de Ravena. El arzobispo Mauro (642-671) obtuvo el palio imperial así como la consagración autónoma por parte de los obispos sufragáneos. Los privilegios concedidos por Constante II fueron fuente de gran prestigio para el arzobispo Mauro y representaron un momento significativo en la historia de la ciudad, hasta el punto de que se celebraron con grandes celebraciones. El papa Vitaliano y el arzobispo de Ravena acabaron intercambiando anatema mutuo y por tanto se produjo un verdadero cisma (671). Posteriormente Mauro, apoyado por Constante II, se unió a la herejía monotelita. Su sucesor Reparatus (671-677) no fue a Roma para la consagración. La autocefalía fue revocada 680-682 por el emperador Constantino IV, que encontró motivos para un acercamiento con la Iglesia de Roma: sentía una deuda de gratitud hacia el papa Dono que le había ayudado a recuperar el trono legítimo. Constantino IV renunció a imponer el monotelismo. A pesar de esto, Ravena y Constantinopla continuaron teniendo estrechas relaciones e influyéndose mutuamente. Ravena también intentó presionar al cuartel general imperial. A principios del siglo VIII, el arzobispo Félix (709-725) se vio envuelto en una conspiración contra Justiniano II quien, habiendo regresado al trono, lo hizo cegar y deportar al Ponto.

#### Alta Edad Media
En 751 el exarcado bizantino se desmoronó como resultado de la conquista lombarda. Tras el colapso de Bizancio en el centro-norte, el objetivo tanto de la Iglesia de Roma como de Ravena era asegurarse un señorío territorial lo suficientemente vasto como para no ser absorbido por el expansionismo lombardo ni, más tarde, por el expansionismo franco. Los arzobispos de Ravena intentaron crear su propio dominio temporal similar al de los papas. Sin embargo, la base para el ejercicio de los poderes temporales estaba representada, tanto para la sede de Ravena como para el papado, por su patrimonio territorial, que se extendía por la Romaña, la región de Ferrara, Istria, Véneto, Las Marcas, Umbría, Calabria y Sicilia.
En 752 Esteban II (752-757) se sentó en la silla de Roma, mientras que Sergio (744-769) se sentó en la de Ravena. Cuando Sergio comprendió que el pontífice pretendía tomar posesión de los territorios del antiguo exarcado con la ayuda de los francos, el arzobispo intentó erigirse como legítimo heredero de la institución bizantina. Por ello, en 755 Sergio, de acuerdo con el rey lombardo Astolfo, no se presentó a la reunión con el pontífice para discutir la administración del antiguo territorio exarcal, que Astolfo se había comprometido a devolver (primera paz de Pavía, junio de 755). De hecho, el rey lombardo entregó las ciudades ocupadas a Sergio y él tomó posesión de ellas como exarca (ut exarchus). La intervención directa de Pipino el Breve (756) fue necesaria para que las ciudades del exarcado, incluida Ravena, y la Pentápolis fueran devueltas «al apóstol San Pedro» (segunda paz de Pavía, junio de 756). El arzobispo Sergio fue llamado a Roma, donde un sínodo reunido para juzgarlo lo condenó a prisión. Durante su encarcelamiento, la ciudad de Ravena fue administrada por funcionarios papales.

El pontífice no pudo recuperar la posesión de todas las ciudades del exarcado y de la Pentápolis. Su sucesor, el papa Paulo I, creía que Sergio le sería útil en las negociaciones con los lombardos. El arzobispo de Ravena fue entonces liberado y enviado a Ravena para conferenciar con el rey Desiderio. Paulo obtuvo de Sergio la garantía de que no pediría ayuda a Constantinopla; a cambio, concedió a la sede de san Apolinar un vasto señorío eclesiástico sobre la zona de Ravena.
En los años siguientes, las relaciones entre el pontífice y la sede de Ravena volvieron a ser tensas. En 774 el rey Carlomagno, triunfante sobre los lombardos, fue a Roma para pasar la Pascua. En su primera visita a la ciudad renovó la promesa de devolver a la Sede Apostólica los territorios del antiguo exarcado. El arzobispo Leone, que se consideraba sucesor del exarca bizantino, no quiso someterse al pontífice ni reconoció los derechos de la Santa Sede sobre la cercana Pentápolis (774-775). Según los arzobispos de Ravena, la soberanía real sobre el antiguo exarcado pertenecía exclusivamente al rey de los francos. Por su parte, Carlomagno nunca mostró la intención de implementar plenamente la Promissio Romana. A lo largo del siglo VIII y hasta mediados del siglo siguiente, los arzobispos buscaron el apoyo de los reyes de Francia.
El arzobispo Leone I (770-777) reemplazó a los administradores apostólicos de las ciudades de Imola, Faenza, Forlì, Forlimpopoli, Cesena, Bobbio (fue el nombre que tomó Sarsina en la época medieval o, mejor, el condado al que pertenecía, condado de Bobbio), Comacchio, Ferrara y Bolonia con hombres de su confianza. En 775 obtuvo una reunión con Carlomagno, ante quien argumentó la legitimidad de sus reclamaciones sobre estas ciudades. Leone dispuso firmar sus documentos con la fórmula "arzobispo y primado de la Santa Iglesia Católica de Ravena y exarca de Italia". Para confirmar la importancia institucional de la sede arzobispal, en 807 se estipuló en Ravena el armisticio entre los francos de Pipino, rey de Italia (ca. 773-810), y los bizantinos. En el testamento de Carlomagno, relatado por Eginardo en la Vita Karoli (814), Ravena aparece como la segunda sede metropolitana del Imperio carolingio, después de Roma.
Del 789 al 810 Valerio fue arzobispo. Fue recordado y apreciado por la gran energía empleada en la evangelización de las zonas pantanosas de la vasta diócesis y por los ingentes recursos destinados a la construcción de nuevos edificios religiosos para garantizar la atención de las almas. Siempre en el ámbito de la defensa de la fe, destinó importantes recursos a luchar contra la herejía arriana, muy extendida especialmente en los ambientes de la cultura lombarda. Su sucesor Martino (810-818) también mantuvo estrechas relaciones con la corte imperial. Giorgio (837-846) se puso del lado de Lotario I en la lucha por la sucesión de Ludovico Pío. Cuando Gregorio IV envió una misión de paz a Francia, quiso participar, a pesar de la opinión desfavorable del papa. En la lista de veintidós obispos italianos que participaron en el encuentro entre Sergio II y el emperador en San Pedro en Roma en 844, Giorgio figuraba en primer lugar. En 819 el papa Pascual I confirmó al arzobispo Petronace (ca. 819-837) todos los privilegios anteriores de los pontífices y emperadores a la Iglesia de Ravena. También se establecieron una serie de derechos de la arquidiócesis en materia de justicia civil y eclesiástica.
El arzobispo Giovanni VII (850-878) exacerbó la política autocéfala y llegó incluso a acosar a las diócesis sufragáneas al oeste de Bolonia (Módena, Reggio, Parma y Plasencia), imponiéndoles fuertes impuestos y prohibiéndoles comunicarse directamente con la Iglesia de Roma. La disputa fue cerrada por el papa Nicolás I (858-867), quien convocó al arzobispo a Roma y, al ver su negativa, se dirigió a Ravena donde constató la aversión general del clero y del pueblo hacia Giovanni, que tuvo que presentarse en 861 ante un sínodo que condenó sus acciones. Este episodio, sin embargo, no cambió la actitud de los arzobispos de la sede de Ravena, que de hecho continuaron la política de afirmar sus propias prerrogativas, frente a las prerrogativas de los papas, tomando decisiones autónomas en términos de alianzas con los titulares del poder temporal. En 877 surgió una crisis entre el arzobispo de Milán y el papa. El problema se resolvió con un compromiso. En enero de 880 las partes se reunieron para discutir cómo dividir sus respectivas prerrogativas. La reunión tuvo lugar en Ravena. Año 878: la cátedra de Ravena figura entre los principales obispados del reino de Italia, junto con el patriarca de Aquilea, el arzobispo de Milán y el obispo de Pavía.
Durante los siglos IX y siglo X la ciudad de Ravena fue considerada la "capital moral" del imperio carolingio. En efecto, 892, Lamberto II de Spoleto quiso ser coronado emperador del Sacro Imperio Romano Germánico en Ravena: el papa Formoso tuvo que ir a la ciudad bizantina. En 910 el arzobispo Giovanni da Tossignano fue elegido papa con el nombre de Juan X. Algunos documentos redactados bajo Giovanni VIII y Giovanni IX (898-914) subrayan la exclusividad de la justicia civil de los obispos de Ravena y contienen la prohibición de apelar a una autoridad superior. Entre los años 960 y 980 la Iglesia de Ravena elaboró un registro de los bienes confiados en nivel y enfiteusis. Se trata del Breviarum Ecclesiae Ravennatis, hoy conocido como «Códice Bávaro» (porque se conserva en la Biblioteca Estatal de Múnich).
| Abadía               | Orden monástica o Congregación | Fundación     | Cese |
| -------------------- | ------------------------------ | ------------- | ---- |
| San Vital            | Benedictinos                   | Era bizantina | 1798 |
| Santa María en Porto | Portuenses                     | Alto Medioevo | 1798 |
| San Juan             | Benedictinos                   | Alto Medioevo | 1798 |
| Classe               | Camaldulenses                  | Era bizantina | 1798 |

#### Baja Edad Media
El 25 de diciembre de 983, el heredero al trono alemán, Otón III, aún un niño, fue consagrado en Aquisgrán por el arzobispo de Ravena, confirmando el vínculo especial que unía la sede de Ravena con la dinastía otoniana. Los títulos legales de los arzobispos de Ravena se originaron a finales del siglo X, bajo el reinado del emperador Otón III y su primo el papa Gregorio V, y fueron confirmados por papas y emperadores posteriores. En 997 el primer obispo extranjero fue nombrado en Ravena, el francés Gerberto de Aurillac, antiguo preceptor de Otón III y abad del monasterio de Bobbio. El papa dio al prelado jurisdicción civil sobre la ciudad y el portum Volanae usque ad locum qui dicitur Cervia, es decir, toda la franja costera desde la desembocadura del Po di Primaro hasta Cervia, incluidos los condados (comitatus) de Ferrara, Comacchio, Cervia, Décimano y Trasversara.

En 999 Gerberto también recibió los condados de Forlì, Forlimpopoli, Cesena, Sarsina y Montefeltro, por lo que el dominio temporal del arzobispo de Ravena pasó a incluir todo el territorio a mari usque ad Alpes, a fluvio Rheno usque ad Foliam (desde el mar hasta las colinas, desde el río Reno hasta el río Foglia), excluyendo únicamente el enclave de Bertinoro, entonces independiente. Ese mismo año, Otón III, basándose en el Privilegium imperial, lo eligió como nuevo papa. Luego abandonó Ravena y ascendió al trono papal con el nombre de Silvestre II. Leone se instaló en Ravena (abril de 999), a quien el soberano confirmó la jurisdicción sobre las sedes episcopales sufragáneas y los condados que ya poseía.
A principios del siglo XI el arzobispo Arnoldo (sajón) obtuvo poder temporal sobre Ravena, Cervia, Faenza e Imola. La rivalidad entre Ravena y la sede apostólica se reavivó durante la Querella de las investiduras: el arzobispo Enrique apoyó al antipapa Honorio II (1061-1072) que se opuso al papa Gregorio VII, lo que provocó el interdicto papal sobre la ciudad. En 1080, el sacro emperador romano se opuso al papa Gregorio VII con el arzobispo de Ravena Guibert, que se convirtió en antipapa con el nombre de Clemente III (1080-1100). Ravena formaba parte de un plan preciso del emperador, siendo piedra angular de la dominación germánica del norte de Italia.
El 22 de octubre de 1106 el papa Pascual II, presidiendo un concilio en Guastalla, quitó a Ravena la jurisdicción eclesiástica sobre todas las diócesis emilianas: Bolonia, Módena, Reggio, Parma y Plasencia. La presión de la Santa Sede surtió efecto: apenas diez años después el arzobispo Gualtiero restableció la obediencia romana en Ravena y el papa Gelasio II devolvió las cinco diócesis a la sede metropolitana de Ravena (7 de agosto de 1118). Gualtiero fue el último arzobispo de Ravena en firmar documentos oficiales con la expresión "siervo de los Siervos de Dios, por la gracia de Dios arzobispo de la Iglesia de Ravena". Finalmente, en 1157 los arzobispos de Ravena dejaron de conferirse el título de exarcas de la ciudad.
En el siglo XII la aparición de instituciones municipales provocó un fuerte empuje centrífugo en la zona de Ravena, hasta el punto de que en el siglo siguiente todas las ciudades de Romaña se liberaron del sometimiento al arzobispo, constituyéndose en municipios libres. El área de influencia de la Iglesia de Ravena se redujo hacia el interior a un radio de unos quince kilómetros, mientras que sólo en dirección al Po y a lo largo de la franja costera permaneció sin cambios. En 1278, con el paso definitivo de la Romaña bajo soberanía papal, se creó la Provincia Romandiolæ et Exarchatus Ravennæ. La capital estaba situada en Bolonia, mientras que Ravena era la sede del segundo cargo, el de presidente de la provincia. El legado papal y el rector asumieron los poderes y derechos que hasta entonces había ejercido el arzobispo de Ravena.

#### Era moderna
Benedetto Accolti en el siglo XVI fue el último arzobispo que tuvo relaciones conflictivas con los papas, hasta el punto de que el papa Paulo III lo hizo juzgar y condenar por su conducta fraudulenta en la administración de la Marca de Ancona. El cardenal Giulio della Rovere estableció el seminario arzobispal en 1568. Mientras tanto, la decadencia de la arquidiócesis de Ravena se aceleró con la elevación de la sede de Bolonia, hasta entonces sufragánea de Ravena, al rango de arquidiócesis metropolitana (diciembre de 1582). Una serie de diócesis sufragáneas de Ravena quedaron bajo la jurisdicción de la sede de Bolonia: Cervia, Imola, Módena, Reggio, Parma y Plasencia. En 1604 el papa Clemente VIII devolvió Cervia e Imola a Ravena, añadiendo también la sede de Rímini.
En 1744 la antigua catedral dedicada a Aghia Anastasis fue demolida para la construcción de la nueva catedral, que fue consagrada por el arzobispo Ferdinando Romualdo Guiccioli el 13 de abril de 1749. En 1779 el arzobispo Cantoni trasladó el seminario a un nuevo edificio.
En 1818, en Asís, ciudad de san Francisco, se encontraron los huesos del santo envueltos en lienzos. En 1826 el custodio del Sagrado Convento, el padre Bonaventura Zabbeni de Ravena, donó los lienzos al monasterio carmelita de su ciudad. Desde entonces los lienzos han sido conservados por las Hermanas del convento Carmelita de Ravena.
En 1860 las autoridades civiles del naciente Reino de Italia impidieron durante siete años al cardenal Enrico Orfei tomar posesión de su sede.

### Sede de Cervia

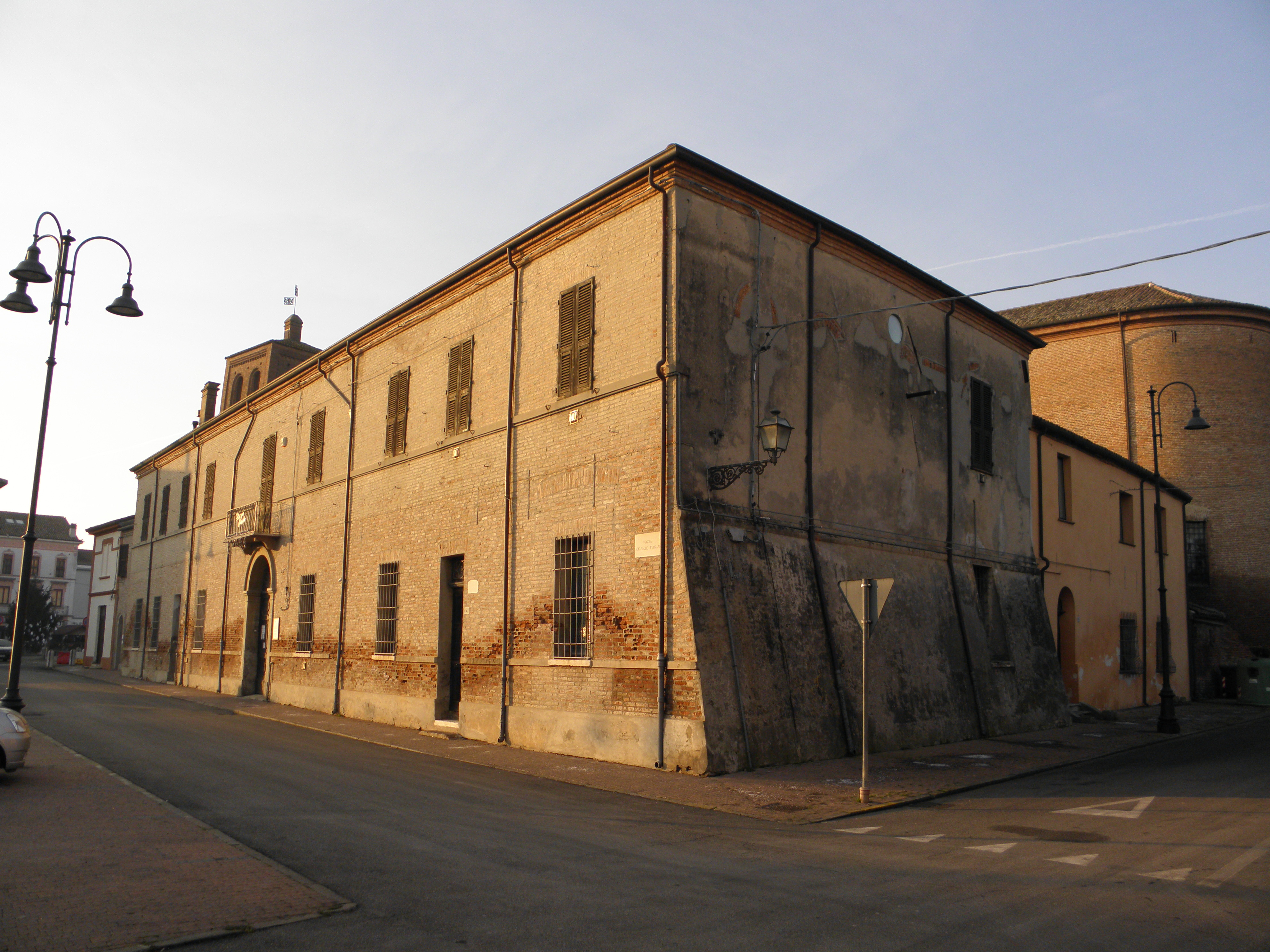
Palacio episcopal en Massa Fiscaglia (hoy parte de la arquidiócesis de Ferrara-Comacchio)

La diócesis de Cervia fue fundada a principios del siglo VI o quizás en los últimos años del siglo anterior. El primer obispo históricamente documentado es Geroncio: según la tradición sufrió el martirio a su regreso del sínodo romano del año 501.
Originalmente la diócesis dependía del patriarcado de Roma y recién en 948 pasó a ser sufragánea de la arquidiócesis de Ravena, a la que Cervia siempre permaneció sujeta, a excepción de los años 1582-1604, período en el que la diócesis pasó a ser sufragánea de Bolonia.
Son pocos los obispos de Cervia que dejaron huellas en la historia del primer milenio cristiano. Sólo a partir de Leone (finales del siglo X) la cronología se vuelve más regular y continua. Precisamente con Leone, que en el sínodo provincial de 997 firmó como episcopus ficoclensis, quae nunc Cervia vocatur, aparece por primera vez el cambio de nombre de la ciudad, de Ficocle, como se llamaba, a Cervia. En la segunda mitad del siglo XII la superficie de la diócesis aumentó en virtud de la anexión de la zona parroquial de Massa Fiscaglia, comunidad situada a 80 km al norte de Cervia, en el límite entre los territorios de Adria, Comacchio y Ravena.
En 1244 el papa Inocencio IV, mediante la bula In apostolicae sedis specula, confirmó a la sede de Cervia las posesiones de todas las parroquias e iglesias que le pertenecían, enumerándolas una por una. Debido a las malas condiciones sanitarias del lugar, el obispo residía a menudo en Massa Fiscaglia, donde había un palacio episcopal y donde se celebraron varios sínodos diocesanos entre 1573 y 1670.
El seminario diocesano fue fundado por el obispo Ignazio Giovanni Cadolini en 1828.
El 15 de febrero de 1947, con el decreto Comaclensi dioecesi de la Congregación Consistorial, la iglesia parroquial de Massa Fiscaglia, incluyendo 8 parroquias en las comunas de Fiscaglia y Ostellato, y cuyo territorio no era contiguo al del resto de la diócesis de Cervia. Fue anexado a la diócesis de Comacchio.

### Unión de Ravena y Cervia
El 7 de enero de 1909 Pasquale Morganti, arzobispo de Ravena, fue nombrado también obispo de Cervia; de esta manera las dos sedes quedaron unidas in persona episcopi, unión que continuó también con su sucesor Antonio Lega (1921-1946).
El 22 de febrero de 1947, mediante el decreto Quum Sanctissimus de la Congregación Consistorial, se constituyó la unión aeque principaliter.
Finalmente, el 30 de septiembre de 1986,  mediante el decreto Instantibus votis de la Congregación para los Obispos, se estableció la unión plena de las dos diócesis y el nuevo distrito eclesiástico tomó su nombre actual.
El 27 de octubre de 2014 la Congregación para el Culto Divino y la Disciplina de los Sacramentos permitió a los sacerdotes que vivían en la arquidiócesis celebrar hasta cuatro misas los domingos y días santos de precepto.

## Estadísticas
Según el Anuario Pontificio 2023 la arquidiócesis tenía a fines de 2022 un total de 194 180 fieles bautizados.
| Año                                                                             | Población | Población | Población      | Sacerdotes | Sacerdotes | Sacerdotes | Católicos por sacerdote | Diáconos permanentes | Religiosos | Religiosos | Parroquias y cuasiparroquias |
| Año                                                                             | Católicos | Total     | % de católicos | Total      | Diocesanos | Regulares  | Católicos por sacerdote | Diáconos permanentes | Masculinos | Femeninos  | Parroquias y cuasiparroquias |
| ------------------------------------------------------------------------------- | --------- | --------- | -------------- | ---------- | ---------- | ---------- | ----------------------- | -------------------- | ---------- | ---------- | ---------------------------- |
| 1950                                                                            | 172 500   | 173 639   | 99.3           | 153        | 129        | 24         | 1127                    |                      | 24         | 320        | 74                           |
| 1969                                                                            | ?         | 200 000   | ?              | 171        | 132        | 39         | ?                       |                      | 49         | 503        | 77                           |
| 1980                                                                            | 215 900   | 227 000   | 95.1           | 162        | 114        | 48         | 1332                    |                      | 51         | 450        | 88                           |
| 1990                                                                            | 207 000   | 210 000   | 98.6           | 137        | 105        | 32         | 1510                    | 4                    | 40         | 334        | 86                           |
| 1999                                                                            | 203 000   | 210 300   | 96.5           | 129        | 95         | 34         | 1573                    | 5                    | 43         | 256        | 89                           |
| 2000                                                                            | 208 270   | 215 570   | 96.6           | 123        | 97         | 26         | 1693                    | 5                    | 35         | 237        | 89                           |
| 2001                                                                            | 208 270   | 211 587   | 98.4           | 115        | 87         | 28         | 1811                    | 5                    | 32         | 230        | 89                           |
| 2002                                                                            | 211 000   | 211 380   | 99.8           | 130        | 102        | 28         | 1623                    | 5                    | 32         | 230        | 89                           |
| 2003                                                                            | 211 000   | 230 320   | 91.6           | 125        | 96         | 29         | 1688                    | 3                    | 34         | 210        | 89                           |
| 2004                                                                            | 211 000   | 230 320   | 91.6           | 119        | 90         | 29         | 1773                    | 4                    | 34         | 235        | 89                           |
| 2010                                                                            | 200 000   | 223 121   | 89.6           | 121        | 91         | 30         | 1652                    | 6                    | 35         | 164        | 89                           |
| 2014                                                                            | 210 500   | 229 403   | 91.8           | 115        | 86         | 29         | 1830                    | 8                    | 33         | 143        | 90                           |
| 2017                                                                            | 211 500   | 234 500   | 90.2           | 97         | 74         | 23         | 2180                    | 10                   | 26         | 114        | 89                           |
| 2020                                                                            | 198 120   | 219 100   | 90.4           | 85         | 64         | 21         | 2330                    | 13                   | 23         | 119        | 89                           |
| 2022                                                                            | 194 180   | 216 500   | 89.7           | 79         | 58         | 21         | 2457                    | 14                   | 25         | 105        | 88                           |
| Fuente: Catholic-Hierarchy, que a su vez toma los datos del Anuario Pontificio. |           |           |                |            |            |            |                         |                      |            |            |                              |

## Episcopologio

### Sede de Ravena
La cronología de los obispos de Ravena es incierta durante los primeros siglos. Cuenta la tradición que se abre con san Apolinar, evangelizador y patrono de Emilia-Romaña; fue martirizado en Classe en el siglo III. Classe fue la sede de la diócesis de Ravena hasta finales del siglo IV. A principios del siglo V se trasladó a Ravena. 
La primera evidencia de una serie episcopal en Ravena es muy antigua y se remonta al siglo IX, atribuida al historiador Agnello. Los eruditos llaman a esta serie Codex pontificalis ecclesiae Ravenatis oppure Liber pontificalis ecclesiae Ravenatis.
- San Apolinar †
- San Aderito †
- San Eleucadio †
- San Marciano †
- San Calogero †
- San Procolo †
- San Probo I †
- San Dato †
- San Liberio I †
- San Agapito †
- San Marcellino †
- San Severo † (circa 308-344/346)
- San Liberio II †
- San Probo II †
- San Fiorenzo †
- San Liberio III † (circa 380-?)
- San Orso † (primer cuarto del siglo V)
- San Pietro I † (433-450)
- San Neone † (mencionado en 458)
- San Esuperanzio † (después de 458-mayo de 477 falleció)
- San Giovanni I Angelopte † (julio de 477-5 de junio de 494 falleció)
- San Pietro II † (15 de septiembre de 494-519 falleció)
  - Uvimundo † (mencionado en 514 circa) (obispo arriano)
- San Celio Aureliano † (519-26 de mayo de 521 falleció)
- San Celio Ecclesio † (febrero de 522-27 de julio de 532/533 falleció)
- San Ursicino † (febrero de 533-5 de septiembre de 536 falleció)
- San Vittore † (538-15 de febrero de 545 o 546 falleció)
- San Massimiano † (14 de octubre de 546-22 de febrero de 556 falleció)
- San Agnello † (22 de junio de 556-1 de agosto de 569 o 570 falleció)
- San Pietro III Senior† (septiembre de 569 o 570-17 de agosto de 578 falleció)
- Giovanni II Romano[40] † (4 de diciembre de 578-11 de enero de 595 falleció)
- Mariniano[41] (o Mauriano) † (antes del 5 de julio de 595-23 de octubre o de noviembre de 606 falleció)
- Giovanni III † (607-22 de agosto de 625 falleció)
- Giovanni IV † (625-631)
- Bono † (631-25 de agosto de 642 falleció)
- Mauro[42] † (diciembre de 642-octubre de 671 falleció)[nota 5]
- Reparato † (octubre de 671-30 de junio de 677 falleció)[nota 6]
- Teodoro † (septiembre de 677-18 de enero de 691 falleció)[nota 7]
- San Damiano[43] † (febrero de 692-13 de mayo de 708 falleció)
- San Felice † (31 de marzo de 709-25 de noviembre de 725 falleció)
- Giovanni V[44] † (726-744)
- Sergio † (744-25 de agosto de 769 falleció)
  - Michele † (antiobispo)[nota 8]
- Leone I[16] † (770-14 de febrero de 777 falleció)
- Giovanni VI † (777-784)
- Grazioso † (784-23 de febrero de 789 falleció)
- Valerio † (789-15 de marzo de 810 falleció)
- Martino[45] † (junio de 810-10 de noviembre de 818 falleció)
- Petronace † (antes del 19 de julio de 819-13 de marzo de 837 falleció)
- Giorgio[18] † (antes del 1 de mayo de 838-20 de enero de 846 falleció)[nota 9]
- Deusdedit † (846-fines de 849)
- Giovanni VII[46] † (antes de abril de 850-fines de 878 falleció)
- Romano di Calcinaria † (octubre de 878-fines de 888 falleció)
- Domenico Ublatella † (fines de 889-fines de 897 falleció)
- Giovanni VIII Kailone † (inicios de 898-fines de 904)
- Giovanni IX da Tossignano † (fines de 904-marzo de 914, electo papa con el nombre de Juan X)
- Costantino † (junio de 914-fines de 926 falleció)
- Pietro IV † (927-abril de 971 renunció)
- Onesto I † (971-983 falleció)
- San Giovanni X da Besate † (mitad de 983-después del 8 de abril de 998 renunció)
- Gerberto da Aurillac † (antes del 28 de abril de 998-2 de abril de 999 electo papa con el nombre de Silvestre II)
- Leone II, O.S.B. † (999-1001 renunció)
- Federico de Ravena[47] † (otoño de 1001-1004 falleció)
- Etelberto † (1004-21 de enero de 1014)[nota 10]
- Arnoldo di Sassonia[48][nota 11] † (21 de enero de 1014-17 de noviembre de 1019 falleció)
- Eriberto † (1019-inicios de 1027 falleció)
- Gebeardo da Eichstätt[49] † (mayo de 1027-16 de febrero de 1044 falleció)
  - Witgero † (mayo de 1044-mayo de 1046) (antiobispo)
- Unfrido da Embrach † (octubre de 1046-23 de agosto de 1051 falleció)
- Enrico[50] † (prima metà del 1052-1 de enero de 1072 falleció)
- Guiberto da Parma † (julio de 1072-8 de septiembre de 1100 falleció; desde 1080 antipapa con el nombre de Clemente III)
- Ottone Boccatorta † (1100-1110)
- Geremia † (1110-1117)
- Gualtiero[51] † (7 de agosto de 1118-13 de febrero de 1144 falleció)
- Mosè da Vercelli † (junio de 1144-26 de octubre de 1154 falleció)
- Anselmo da Havelberg, O.Praem. † (mayo de 1155-12 de agosto de 1158 falleció)
- Guido di Biandrate[52][nota 12] † (febrero de 1159-9 de julio de 1169 falleció)
- Gerardo[53] † (1169-1190 falleció)
- Guglielmo di Cabriano † (11 de febrero de 1191-1201 falleció)
- Alberto Oselletti[54] † (10 de marzo de 1202-enero de 1207 falleció)
- Egidio de Garzoni † (16 de abril de 1207-octubre de 1208 falleció)
- Ubaldo † (21 de diciembre de 1208-21 de marzo de 1216)
- Picinino † (marzo de 1216-verano de 1216)
- Simeone † (5 de marzo de 1217-31 de mayo de 1228 falleció)
- Teodorico † (julio de 1228-28 de diciembre de 1249 falleció)[nota 13]
- Filippo Fontana † (5 de abril de 1250-18 de septiembre de 1270 falleció)
- Bonifacio Fieschi,[55] O.P. † (4 de septiembre de 1275-24 de diciembre de 1294 falleció)
- Obizzo Sanvitale † (23 de julio de 1295-30 de octubre de 1303 falleció)
- Beato Rinaldo da Concorezzo † (19 de noviembre de 1303-18 de agosto de 1321 falleció)
  - Rinaldo da Polenta † (1321-1322 falleció) (obispo electo)[nota 14]
- Aymeric de Chalus (Aimerico di Castel Lucio) † (24 de septiembre de 1322-13 de mayo de 1332 nombrado obispo de Chartres)
- Guido de Roberti † (27 de junio de 1332-septiembre de 1333 falleció)
- Francesco Michiel † (14 de octubre de 1333-antes del 25 de septiembre de 1342 nombrado arzobispo de Creta)
- Nicola Canal † (25 de septiembre de 1342-23 de mayo de 1347 nombrado arzobispo de Patras)
- Fortanier de Vassal, O.F.M. † (24 de octubre de 1347-20 de mayo de 1351 nombrado patriarca de Grado)
  - Fortanier de Vassal, O.F.M. † (20 de mayo de 1351-16 de octubre de 1361 falleció) (administrador apostólico)
- Petrocino Casalesco, O.S.B. † (26 de abril de 1362-1369 falleció)
- Pileo da Prata † (23 de enero de 1370-1387 depuesto)
  - Ludovico di Casale † (circa 1380-circa 1389 falleció) (antiobispo)
- Cosimo dei Migliorati † (4 de noviembre de 1387-19 de junio de 1389 nombrado obispo de Bolonia)
  - Cosimo dei Migliorati † (19 de junio de 1389-15 de septiembre de 1400 renunció) (administrador apostólico)
- Giovanni Migliorati † (15 de septiembre de 1400-16 de octubre de 1410 falleció)
- Tommaso Perondoli[56] † (2 de enero de 1411-20 de octubre de 1445 falleció)
- Bartolomeo Roverella † (26 de septiembre de 1445-9 de enero de 1475 renunció)
- Filiasio Roverella † (9 de enero de 1475-1516 renunció)
- Niccolò Fieschi † (1516- de noviembre de 1517 renunció)
- Urbano Fieschi † (4 de noviembre de 1517-23 de enero de 1524 falleció)
  - Pietro Accolti † (15 de junio de 1524-agosto de 1524 renunció) (administrador apostólico)
- Benedetto Accolti † (17 de agosto de 1524-21 de septiembre de 1549 falleció)
  - Ranuccio Farnese, O.S.Io.Hieros. † (11 de octubre de 1549-28 de abril de 1564 nombrado administrador apostólico de Bolonia) (administrador apostólico)
  - El interim fue asumido por el papa Pío IV[57]
- Giulio della Rovere † (6 de marzo de 1566-3 de septiembre de 1578 falleció)
- Cristoforo Boncompagni † (15 de octubre de 1578-3 de octubre de 1603 falleció)
- Pietro Aldobrandini † (13 de septiembre de 1604-10 de febrero de 1621 falleció)
- Luigi Capponi (3 de marzo de 1621-1645 renunció)
- Luca Torrigiani (18 de septiembre de 1645-12 de diciembre de 1669 falleció)
- Paluzzo Paluzzi Altieri Degli Albertoni † (19 de mayo de 1670-antes del 19 de febrero de 1674 renunció)
- Fabio Guinigi † (19 de febrero de 1674-28 de agosto de 1691 falleció)
- Raimondo Ferretti † (9 de enero de 1692-24 de marzo de 1719 falleció)
- Girolamo Crispi † (16 de diciembre de 1720-13 de marzo de 1727 renunció)
- Maffeo Nicolò Farsetti † (17 de marzo de 1727-6 de febrero de 1741 falleció)
- Ferdinando Romualdo Guiccioli, O.S.B.Cam. † (5 de abril de 1745-7 de noviembre de 1763 falleció)
- Niccolò Oddi † (20 de febrero de 1764-25 de mayo de 1767 falleció)
- Antonio Cantoni † (28 de septiembre de 1767-2 de noviembre de 1781 falleció)
- Antonio Codronchi † (14 de febrero de 1785-22 de enero de 1826 falleció)
- Chiarissimo Falconieri Mellini † (3 de julio de 1826-22 de agosto de 1859 falleció)
- Enrico Orfei † (23 de marzo de 1860-22 de diciembre de 1870 falleció)
- Vincenzo Moretti † (27 de octubre de 1871-22 de septiembre de 1879 renunció)
- Giacomo Cattani † (22 de septiembre de 1879-14 de febrero de 1887 falleció)
- Sebastiano Galeati † (23 de mayo de 1887-25 de enero de 1901 falleció)
- Agostino Gaetano Riboldi † (15 de abril de 1901-25 de abril de 1902 falleció)
- San Guido Maria Conforti † (9 de junio de 1902-14 de noviembre de 1904 nombrado arzobispo titular de Estaurópolis)
- Pasquale Morganti † (14 de noviembre de 1904-18 de diciembre de 1921 falleció)
- Antonio Lega † (18 de diciembre de 1921 por sucesión-16 de noviembre de 1946 falleció)

### Sede de Cervia
- San Geronzio † (mencionado en 501)
- Severo † (antes de julio de 591-después de junio de 599)
- Bono I † (mencionado en 649)
- Sergio † (mencionado en 769)
- Lucido † (mencionado en 855)
- Giovanni I † (antes de noviembre de 861-después de julio de 881)
- Stefano † (antes de noviembre de 967-después de mayo de 969)
- Leone † (antes de mayo de 998-después de diciembre de 1029)
- Giovanni II † (antes de mayo de 1031-después de marzo de 1053)
- Bono II † (antes de julio de 1059-después de noviembre de 1069)
- Ildebrando † (mencionado en septiembre de 1073)
- Angelo † (antes de 1081-después de 1082)
- Giovanni III † (antes de julio de 1109-después de abril de 1122)
- Pietro I † (antes de diciembre de 1126-después de febrero de 1153)
- Manfredo † (mencionado en 1163)
- Alberto I † (1166-1173)
- Ugo † (1174-después de junio de 1175)
- Teobaldo † (antes de octubre de 1187-después de mayo de 1193)
- Alberto II † (antes de mayo de 1198-después de noviembre de 1200)
- Simeone † (antes de mayo de 1204-5 de marzo de 1217 nombrado arzobispo de Ravena)
- Rustico † (antes de marzo de 1219-después de diciembre de 1226)
- Giovanni IV † (antes de diciembre de 1229-después de junio de 1247)
- Giacomo † (antes de diciembre de 1254-1257 renunció)
- Ubaldo † (27 de junio de 1257-?)
- Giovanni V † (antes de marzo de 1261-1264)
  - Sede vacante (1264-1266)
- Tommaso † (9 de junio de 1266-1270 falleció)
- Teodorico de' Borgognoni, O.P. † (1270-24 de diciembre de 1298 falleció)
- Antonio, O.F.M. † (6 de abril de 1299-después de abril de 1304)
- Matteo † (antes de mayo de 1307-1317)
- Guido Gennari † (16 de julio de 1317-?)
- Francesco † (1320-1324 falleció)
- Geraldo † (16 de julio de 1324-1329 falleció)
- Esuperanzio Lambertazzi † (11 de octubre de 1329-1342 falleció)
- Guadagno de' Majoli, O.F.M. † (26 de junio de 1342-? falleció)
- Giovanni Piacentini † (8 de marzo de 1364-23 de enero de 1370 nombrado obispo de Padua)
- Bernardo Guasconi, O.F.M. † (29 de marzo de 1370-1374 falleció)
- Astorgio de Brason † (27 de noviembre de 1374-?)
- Giovanni Vivenzi, O.E.S.A. † (1381-1382? falleció)
  - Guglielmo Alidosi † (5 de abril de 1382-19 de abril de 1382 nombrado obispo de Imola[58]) (obispo electo)
- Giovanni VI † (1383-? falleció)
  - Garcias Menéndez, O.F.M. † (circa 1388-11 de febrero de 1393 nombrado obispo de Bayona) (administrador apostólico)
- Pino degli Ordelaffi † (9 de marzo de 1394-1402 falleció)
- Paolo † (8 de marzo de 1402-1431 falleció)
  - Mainardino † (2 de abril de 1414-21 de noviembre de 1431 nombrado obispo de Comacchio) (antiobispo)
- Cristoforo da San Marcello † (2 de mayo de 1431-21 de noviembre de 1435 nombrado obispo de Rímini)
  - Antonio Correr, C.R.S.G.A. † (noviembre de 1435-1440 renunció) (administrador apostólico)
  - Pietro Barbo † (1 de julio de 1440-10 de junio de 1451 renunció) (administrador apostólico)
  - Isidoro de Kiev † (19 de junio de 1451-15 de marzo de 1455 renunció) (administrador apostólico)
- Francesco Porzi, O.P. † (15 de marzo de 1455-1474? falleció)
- Achille Marescotti † (9 de enero de 1475-21 de noviembre de 1485 falleció)
- Tommaso Catanei, O.P. † (12 de diciembre de 1485-1513 renunció)
- Pietro Fieschi † (23 de septiembre de 1513-1525 falleció)
  - Paolo Emilio Cesi † (1525-23 de marzo de 1528 renunció) (administrador apostólico)
- Ottavio Cesi † (23 de marzo de 1528-1534 falleció)
  - Paolo Emilio Cesi † (1534-1534 renunció) (administrador apostólico, por segunda vez)
- Giovanni Andrea Cesi † (13 de noviembre de 1534-11 de marzo de 1545 nombrado obispo de Todi)
- Scipione Santacroce † (23 de marzo de 1545-1576 renunció)
- Ottavio Santacroce † (18 de julio de 1576-3 de septiembre de 1581 falleció)
- Lorenzo Campeggi † (8 de enero de 1582-6 de noviembre de 1585 falleció)
- Decio Azzolini † (15 de noviembre de 1585-9 de octubre de 1587 falleció)
- Annibale de Paoli † (12 de octubre de 1587-? falleció)
- Alfonso Visconti † (8 de febrero de 1591-10 de septiembre de 1601 nombrado obispo de Spoleto)
- Bonifazio Bevilacqua Aldobrandini † (10 de septiembre de 1601-7 de abril de 1627 falleció)
- Gianfrancesco Guidi di Bagno † (17 de mayo de 1627-16 de abril de 1635 nombrado obispo de Rieti)
- Francesco Maria Merlini † (17 de septiembre de 1635- de noviembre de 1644 falleció)
- Pomponio Spreti † (8 de enero de 1646-15 de noviembre de 1652 falleció)
  - Sede vacante (1652-1655)
- Francesco Gheri † (31 de mayo de 1655-1661 falleció)
- Anselmo Dandini † (26 de junio de 1662-diciembre de 1664 falleció)
- Gerolamo Santolini † (15 de junio de 1665-marzo de 1667 falleció)
- Gianfrancesco Riccamonti, O.S.B. † (9 de abril de 1668-17 de abril de 1707 falleció)
- Camillo Spreti † (15 de abril de 1709-enero de 1727 falleció)
- Gaspare Pizzolanti, O.Carm. † (25 de junio de 1727-31 de diciembre de 1765 falleció)
- Giambattista Donati † (2 de junio de 1766-1792 falleció)
  - Sede vacante (1792-1795)
- Bonaventura Gazola, O.F.M.Ref. † (1 de junio de 1795-21 de febrero de 1820 nombrado obispo de Montefiascone y Corneto)
- Giuseppe Crispino Mazzotti † (21 de febrero de 1820-2 de noviembre de 1825 falleció)
- Ignazio Giovanni Cadolini † (3 de julio de 1826-30 de septiembre de 1831 nombrado obispo de Foligno)
- Mariano Baldassarre Medici, O.P. † (17 de diciembre de 1832-1 de octubre de 1833 falleció)
- Innocenzo Castracane degli Antelminelli † (20 de enero de 1834-12 de febrero de 1838 nombrado obispo de Cesena)
- Gaetano Balletti † (12 de febrero de 1838-11 de mayo de 1842 falleció)
- Gioacchino Tamburini † (22 de julio de 1842-13 de octubre de 1859 falleció)
- Giovanni Monetti † (23 de marzo de 1860-15 de febrero de 1877 falleció)
- Federico Foschi † (20 de marzo de 1877-7 de octubre de 1908 falleció)
- Pasquale Morganti † (7 de enero de 1909-18 de diciembre de 1921 falleció)
- Antonio Lega † (18 de diciembre de 1921 por sucesión-16 de noviembre de 1946 falleció)

### Sede de Ravena y Cervia
- Giacomo Lercaro † (31 de enero de 1947-19 de abril de 1952 nombrado arzobispo de Bolonia)
- Egidio Negrin † (24 de mayo de 1952-4 de abril de 1956 nombrado arzobispo a título personal de Treviso)
- Salvatore Baldassarri † (3 de mayo de 1956-22 de noviembre de 1975 renunció)
- Ersilio Tonini † (22 de noviembre de 1975-30 de septiembre de 1986 nombrado arzobispo de Ravena-Cervia)

### Sede de Ravena-Cervia
- Ersilio Tonini † (30 de septiembre de 1986-27 de octubre de 1990 retirado)
- Luigi Amaducci † (27 de octubre de 1990-9 de marzo de 2000 retirado)
- Giuseppe Verucchi (9 de marzo de 2000-17 de noviembre de 2012 retirado)
- Lorenzo Ghizzoni, desde el 17 de noviembre de 2012

### Para la sede de Ravena
- Alessandro Testi Rasponi (1909). «Note marginali al “Liber Pontificalis” di Agnello ravennate». Atti e memorie della regia deputazione di storia patria per le Provincie di Romagna. Terza serie, vol. XXVII. p. 87-104, 225-346.
- Oswald Holder-Egger (1878). Agnelli qui et Andreas liber pontificalis ecclesiae Ravennatis (en latín). Hannover. p. 265-391.
- Francesco Lanzoni (1927). Le diocesi d'Italia dalle origini al principio del secolo VII (an. 604) (en italiano). vol. II. Faenza. p. 723-767.
- R. Massigli (1911). «La création de la métropole ecclésiastique de Ravenne». Mélanges d'archéologie et d'histoire (en francés). t. 31. p. 277-290.
- Giuseppe Cappelletti (1844). Le Chiese d'Italia della loro origine sino ai nostri giorni (en italiano). vol. II. Venecia. p. 9-187.
- Gaspare Ribuffi (1835). Guida di Ravenna (en italiano). Ravena. p. 28. (breve cronología del seminario).
- Pius Bonifacius Gams (1931). Series episcoporum Ecclesiae Catholicae (en latín). Leipzig. p. 716-718.
- Konrad Eubel, Hierarchia Catholica Medii Aevi, vol. 1, p. 415; vol. 2, p. 221; vol. 3, p. 283; vol. 4, p. 292; vol. 5, p. 329; vol. 6, p. 353.
- «Ravenna e la sua Diocesi» (en italiano). Archivado desde el original el ?.
- «Cronotassi dei vescovi di Ravenna» (en italiano). Archivado desde el original el ?.

### Para la sede de Cervia
- (en inglés) Ficha de la diócesis de Cervia en www.catholic-hierarchy.org
- (en inglés) Ficha de la diócesis de Cervia en www.gcatholic.org
- Francesco Lanzoni (1927). Le diocesi d'Italia dalle origini al principio del secolo VII (an. 604) (en italiano). vol. II. Faenza. p. 713-714.
- Giuseppe Cappelletti (1844). Le Chiese d'Italia della loro origine sino ai nostri giorni (en italiano). vol. II. Venecia. p. 557-578.
- Pius Bonifacius Gams (1931). Series episcoporum Ecclesiae Catholicae (en latín). Leipzig. p. 680-681.
- (en latín) Konrad Eubel, Hierarchia Catholica Medii Aevi, vol. 1, p. 183; vol. 2, p. 126; vol. 3, pp. 163-164; vol. 4, p. 146; vol. 5, p. 155; vol. 6, p. 160.
- «Cervia e la sua Diocesi» (en italiano). Archivado desde el original el ?.
- «Cronotassi dei vescovi di Cervia» (en italiano). Archivado desde el original el ?.